# Joe Heck
Joseph J. "Joe" Heck (New York, 30 oktober 1961) is een Amerikaans Republikeins politicus, spoedeisend arts en brigadegeneraal. Van 2011 tot 2017 vertegenwoordigde hij het 3e congresdistrict van Nevada in het Huis van Afgevaardigden.

## Biografie
Heck werd geboren op 30 oktober 1961 in de wijk Jamaica in de borough Queens van New York, maar groeide op in de staat Pennsylvania. Hij behaalde in 1979 zijn diploma bij de Wallenpaupack Area High School in Hawley (Pennsylvania). Heck ging vervolgens naar de Pennsylvania State University in University Park en studeerde in 1984 af, waardoor hij een Bachelor of Science ontving. Vier jaar later werd Heck een Doctor of Osteopathic Medicine na te hebben gestudeerd op het Philadelphia College of Osteopathic Medicine. In zijn jeugdjaren deed hij vrijwilligerswerk als brandweerman en als ambulanceverpleegkundige.
In 1991 sloot Heck zich aan bij het medische korps van het United States Army Reserve. Heck heeft daar verschillende posities gehad, waaronder leidinggevende van de Western Medical Area Readiness Support Group en medisch adviseur bij de Office of the Chief Army Reserve. Ook werd hij drie keer opgeroepen, namelijk voor Operation Joint Endeavor in 1996, Operation Noble Eagle in 2003 en Operation Iraqi Freedom in 2008. Heck is bij het Army Reserve tegenwoordig afgevaardigd commandant generaal van het 3rd Medical Command. Toen hij het leger in ging was hij arts-assistent bij het Einstein Medical Center in Philadelphia en bleef dat tot 1992. In dat jaar werd Heck spoedeisend arts bij Southwest Emergency Associates en hij vertrok voor zijn baan naar het zuiden van Nevada. Vervolgens werkte Heck tussen 1998 en 2003 bij de Uniformed Services University of the Health Sciences in Bethesda in Maryland.

### Politiek
Toen Heck terug naar Nevada was gekomen uit Maryland, zette hij zijn werk voort als directeur bij het door hemzelf in 2002 opgerichte bedrijf Specialized Medical Operations Inc.. Heck bleef daar uiteindelijk tot 2010 werken. Ook had Heck interesse gekregen in politiek en hij stelde zich kandidaat voor de verkiezingen van 2004. Hij won de verkiezingen met bijna 48.600 stemmen (54,7%) en werd daardoor lid van de Senaat van Nevada als afgevaardigde van het vijfde district. Zijn termijn duurde tot 2008. In dat jaar verloor hij tijdens de verkiezingen met ongeveer 45.650 stemmen (45,8%) van Shirley Breeden, die 46,6% van de stemmen ontving. Tijdens zijn termijn in de Senaat van Nevada had Heck in 2006 een master in strategic studies op het United States Army War College behaald.
Heck deed in 2010 nogmaals met de verkiezingen mee en stelde zich kandidaat voor afgevaardigde van het 4e congresdistrict van Nevada in het Huis van Afgevaardigden. Hij had ook overwogen om zich als gouverneur van Nevada kandidaat te stellen, maar Heck deed dat uiteindelijk niet. Hij zamelde voor de verkiezingen uiteindelijk $1,5 miljoen in, waarvan $600.000 afkomstig was van Americans for Tax Reform. Heck won uiteindelijk in 2010 met ruim 128.900 stemmen (48,1%) van zijn grootste rivaal Dina Titus, die 47,5% van de stemmen kreeg. Heck stelde zich nogmaals kandidaat voor de verkiezingen in 2012. Hij zamelde ditmaal $2,4 miljoen in voor zijn campagne en bezocht vooral bedrijven en buurten van immigranten. Heck won met bijna 137.250 stemmen (50,4%). Aan het begin van 2013 begon hij aan zijn tweede termijn in het Huis van Afgevaardigden.
In 2015 begon Heck aan zijn derde termijn als lid van het Huis van Afgevaardigden, nadat hij in 2014 wederom de verkiezingen had gewonnen. Ditmaal stemden ruim 88.500 mensen op hem, wat goed was voor 60,8% van de stemmen. Heck zit sinds 2011 ook in drie comités van het Huis van Afgevaardigden, namelijk in het House Committee on Education and the Workforce, het Permanent Select Committee on Intelligence en het House Committee on Armed Services. Bij dat laatste comité is hij voorzitter van het Subcommittee on Military Personnel en bij het Permanent Select Committee on Intelligence is hij voorzitter van het Department of Defense Intelligence and Overhead Architecture Subcommittee.
In juli 2015 maakte Heck bekend dat hij zich kandidaat zal stellen voor afgevaardigde in de Senaat bij de verkiezingen in 2016. Hij verloor de verkiezingen van de Democraat Catherine Cortez Masto.

## Politieke speerpunten
Tijdens Hecks campagne voor afgevaardigde in het Huis van Afgevaardigden beschreef hij zichzelf als conservatief, maar ook als een maker van wetten. Op economisch gebied vindt Heck dat er belastinghervormingen plaats moeten vinden met als doel het systeem simpeler te maken. Daarnaast vindt hij dat er betere omstandigheden moeten komen voor het creëren van banen en vindt Heck dat de uitgaven van de overheid moeten worden verminderd. Om een betere huizenmarkt te creëren wil hij mensen aan banen helpen, zodat zij hun lasten beter kunnen betalen. Op medisch gebied beweert Heck zich in te zetten voor betaalbare en toegankelijke gezondheidszorg. Hij wil dat bereiken door voor meer artsen te zorgen door stages te subsidiëren. Heck heeft gezegd dat hij tegen de Patient Protection and Affordable Care Act (ook Obamacare genoemd) is op grond van kosten en noodzaak.
Heck zei dat hij vond dat mensen de kans moeten krijgen om naar de Verenigde Staten te immigreren, maar is tegen de DREAM Act. Als veteraan probeert Heck veteranen en hun familie te steunen. Ook vindt Heck dat de Verenigde Staten moet meevechten in oorlogen, zijn volledige capaciteit moet benutten en leiderschap moet tonen. Hij noemt de Verenigde Staten de enige huidige supermacht en vindt dat het land daarom een voorbeeldfunctie moet hebben en zijn banden met andere landen moet onderhouden.

## Privéleven
Heck is getrouwd met Lisa en heeft met haar drie kinderen. Ze wonen in Henderson in Nevada.

## Onderscheidingen
Heck ontving in het leger de volgende onderscheidingen:
- Defense Meritorious Service Medal
- Meritorious Service Medal
- Army Commendation Medal (met één eikenblad)
- Joint Services Achievement Medal
- Army Achievement Medal (met twee eikenbladen)
- Army Reserve Component Achievement Medal (met vijf eikenbladeren)
- Military Outstanding Volunteer Service Medal
- National Defense Service Medal (met een bronzen service star)
- Iraq Campaign Medal
- Global War on Terrorism Service Medal
- Armed Forces Service Medal
- Armed Forces Reserve Medal
- Army Service Ribbon
- Army Flight Surgeon Badge
- Joint Meritorious Unit Award

- Biographical Directory of the United States Congress: H001055